# Florian Henckel von Donnersmarck
Florian Graf Henckel von Donnersmarck (* 2. května 1973, Kolín nad Rýnem) je německo-rakouský filmový režisér a scenárista. V roce 2006 obdržel Evropskou filmovou cenu za film Životy těch druhých (orig. 'Das Leben der Anderen').